# آوار (فیلم)
آوار (فیلم) فیلمی به کارگردانی سیروس الوند و نویسندگی صادق هاتفی، سیروس الوند ساختهٔ سال ۱۳۶۴ است.

## خلاصه داستان
پیرمرد ثروتمندی پسران و عروس‌هایش را فرا می‌خواند تا پیش از مرگ میراثش را میان آنان تقسیم کند. تنها کسانی که به مال پیرمرد چشم ندارند پسر بزرگتر و خدمتکار پیر خانه اند. پیرمرد زمانی که در زیرزمین خانه مشغول موعظه برای فرزندان و عروسها است می‌میرد و همزمان با مرگ او زلزله ای راه زیر زمین را به بیرون مسدود می‌کند. دارایی پیرمرد به ویرانه ای تبدیل می‌شود. باز ماندگان پس از کشمکش‌های بسیار تصمیم می‌گیرند پس از خلاص شدن از زیر «آوار» ویرانه را بازسازی کنند.

## بازیگران، صداپیشگان و نقشها
| بازیگر                     | صداپیشه         | نقش           |
| -------------------------- | --------------- | ------------- |
| فرامرز قریبیان             | جلال مقامی      | صادق          |
| جمشید مشایخی               | منوچهر اسماعیلی | محمود خان     |
| هادی اسلامی                | احمد رسول‌زاده   | اسماعیل       |
| جهانگیر الماسی             | خسرو خسروشاهی   | کریم          |
| محمد مطیع                  | حسین عرفانی     | باقر          |
| مصطفی طاری                 | ژرژ پطرسی       | جعفر          |
| مجید مظفری                 | سعید مظفری      | جواد          |
| تانیا جوهری                | فهیمه راستکار   | زینت          |
| محبوبه بیات                | شهلا ناظریان    | فروغ          |
| فرشید سبوکی                | مهوش افشاری     | نادر          |
| ملیحه نیکجومند با نام شیده | مهین برزویی     | همسر محمودخان |
| مختار سائقی                |                 | رمضون         |
| خشایار الوند               |                 | جوانی اسماعیل |

سرپرست گویندگان : خسرو خسروشاهی